# Cadell ap Gruffydd
Cadell ap Gruffydd (... – 1175) fu principe del Deheubarth (Galles meridionale).
Era figlio di Gruffydd ap Rhys. Gruffydd morì nel 1137 e il fratello di Cadell, Anarawd ap Gruffydd, salì al trono. Cadell appare per la prima volta nelle fonti storiche nel 1138, anno in cui aiutò Anarawd, Owain del Gwynedd e Cadwaladr ap Gruffydd nell'attacco contro il castello di Cardigan. 
Nel 1143 Anarawd fu ucciso da un uomo di Cadwaladr e Cadell salì sul troo del Deheubarth, continuando l'operato di Anarawd: cioè la riconquista del regno del nonno. Nel 1146 conquistò molti castelli normanni, mentre l'anno successivo sconfisse Walter Fitzwiz. Nel 1150 reclamò il Ceredigion meridionale. 
Nel 1151 fu attaccato dai normanni di Tenby, che lo ferirono così gravemente da impedirgli di continuare ad assolvere ao suoi compiti. Nel 1153 andò in pellegrinaggio a Roma, lasciando il trono al fratello Maredudd, che morì due anni dopo. Al potere salì il fratello Rhys. Nel 1175, Cadell entrò nell'Abbazia di Strata Florida, dove si ammalò e morì. 